# Les toits de Paris
Les toits de Paris è un film del 2007 diretto da Hiner Saleem.